# Molina de Aragão
Molina de Aragão é um município da Espanha na província de Guadalajara, comunidade autónoma de Castilla-La Mancha, de área 168 km² com população de 3656 habitantes (2006) e densidade populacional de 20,65 hab/km².

## Demografia
| Variação demográfica do município entre 1991 e 2004 | Variação demográfica do município entre 1991 e 2004 | Variação demográfica do município entre 1991 e 2004 | Variação demográfica do município entre 1991 e 2004 |
| --------------------------------------------------- | --------------------------------------------------- | --------------------------------------------------- | --------------------------------------------------- |
| 1991                                                | 1996                                                | 2001                                                | 2004                                                |
| 3628                                                | 3529                                                | 3314                                                | 3478                                                |

## Património
- Castelo de Molina de Aragón